# Kuttainen
Kuttainen (nordsamisch Guhttás) ist ein Ort (tätort) in der schwedischen Provinz Norrbottens län und der historischen Provinz Lappland. Er gehört zur Gemeinde Kiruna.
Die 218 Einwohner (2015) zählende Ortschaft liegt am Muonio älven, direkt an der Grenze zu Finnland. Der Riksväg 99 führt durch das Bauerndorf hindurch.